# Teepleïta
La teepleïta és un mineral de la classe dels borats. Rep el seu nom del químic John Edgar Teeple (1874-1931), per les seves contribucions a la química mineral de Searles Lake, a Califòrnia (Estats Units).

## Característiques
La teepleïta és un borat de fórmula química Na₂[B(OH)₄]Cl. Cristal·litza en el sistema tetragonal. Es troba en forma de cristalls tabulars {001}, arrodonits comunament en formes de coixí o en forma similar a lents, i sovint s'agreguen en grups interpenetrants. La seva duresa a l'escala de Mohs es troba entre 3 i 3,5.
Segons la classificació de Nickel-Strunz, la teepleïta pertany a «06.AC - Monoborats, B(O,OH)₄, amb i sense anions addicionals; 1(T), 1(T)+OH, etc.» juntament amb els següents minerals: sinhalita, pseudosinhalita, behierita, schiavinatoïta, frolovita, hexahidroborita, henmilita, bandylita, moydita-(Y), carboborita, sulfoborita, lüneburgita, seamanita i cahnita.

## Formació i jaciments
Va ser descoberta l'any 1938 al llac Borax, al comtat de Lake, Califòrnia, als Estats Units, on sol trobar-se associada a trona i halita. També ha estat descrita a Searles Lake, al comtat de San Bernardino, Califòrnia, i a Volodarsk-Volynskii, a l'óblast de Jitòmir, a Ucraïna.